# PGLO
pGLOは、生命科学の現場で遺伝子組み換え生物を作るために、遺伝子のベクターとして用いられる合成プラスミドである。
このプラスミドはいくつかの組み換え遺伝子を含み、緑色蛍光タンパク質合成遺伝子 (GFP) と、アンピシリン耐性遺伝子 (bla) が特筆される。
GFPはオワンクラゲから分離され、アラビノースの存在下で形質が発現し、紫外線により緑色蛍光を発するタンパク質を合成する。
また、他の多くのプラスミドに見られるように、pGLOは複製開始点 (Ori) と、マルチクローニングサイト (MCS) を持つ。